# Enchytraeus
Enchytraeus is een geslacht van ringwormen (Annelida) uit de familie van de Enchytraeidae. De wetenschappelijke naam is voor het eerst geldig gepubliceerd in 1837 door Friedrich Gustav Jakob Henle.
Enchytreeën komen wereldwijd voor, zowel op het land als in de zee. Ze leven in de bodem, net als regenwormen, maar ze zijn vaak aanwezig in bodems die geen regenwormen bevatten.

## Ecologisch belang
Deze wormen zijn ecologisch van belang omdat ze helpen bij de afbraak van dood organisch materiaal en de bioturbatie van de bodem. Ze zijn geschikt als proefdieren in testmethoden voor de bepaling van de ecotoxiciteit van chemische stoffen: hoe giftig is een stof voor in de bodem levende organismen? Enchytreeën zijn gemakkelijk te hanteren en te kweken, en de generatietijd is korter dan die van regenwormen. Ze kunnen zowel in het laboratorium als in veldproeven ingezet worden in bodems van uiteenlopende samenstelling. Enchytraeus albidus, de witte potworm die veel gekweekt wordt als voeder voor aquariumvissen, is de soort die bij voorkeur gebruikt wordt, maar andere soorten zijn ook geschikt, zoals Enchytraeus buchholzi of Enchytraeus crypticus, die kleiner is en een nog kortere generatietijd heeft dan E. albidus.

## Soorten
Schmelz en Collado noemden in 2012 vijftig geldige soortnamen in dit geslacht, waaronder:
- Enchytraeus albidus Henle
- Enchytraeus australis Stephenson
- Enchytraeus bonus Shurova
- Enchytraeus buchholzi Vejdovský
- Enchytraeus capitatus von Bülow
- Enchytraeus christenseni Dózsa-Farkas
- Enchytraeus crypticus Westheide & Graefe
- Enchytraeus kincaidi Eisen
- Enchytraeus lacteus Nielsen & Christensen
- Enchytraeus luxuriosus Schmelz & Collado
- Enchytraeus mediterraneus Michaelsen
- Enchytraeus multiannulatus Altman
- Enchytraeus rupus Coates
- Enchytraeus thomasi Rodriguez & Giani